# エドゥアルド・フェルナンデス・ペレイラ・ゴメス
ダディ (Dady) ことエドゥアルド・フェルナンデス・ペレイラ・ゴメス（Eduardo Fernandes Pereira Gomes, 1981年8月13日 - ）は、ポルトガル・リスボン出身のカーボベルデ代表サッカー選手。

## 経歴

### クラブ
ダディは、ボアヴィスタFCとスポルティングCPでトップチームに昇格出来なかった後にポルトガル国内の下部リーグでプロキャリアを始めた。2005-06シーズンに加入した2部のGDエストリル・プライアでのパフォーマンスが注目を集め、1部のCFベレネンセスに引き抜かれた。
2006年1月14日、ホームで0-1と敗れたスポルティング戦で1部デビューを果たした。このシーズンは得点を挙げることは出来なかったものの、翌2006-07シーズンは12得点を挙げ、チームをUEFAカップ 2007-08予選出場圏内の5位に導く活躍を見せた。
2007年8月にリーガ・エスパニョーラのCAオサスナと契約。加入してすぐさまチームに欠かせない選手として主力を務め、チーム内最多の7得点を挙げ残留に貢献した。しかし、以降の2シーズンでは大腿骨の良性腫瘍とベテラン選手のワルテル・パンディアーニが復活してきたことで控えにまわることが増えていった。
2010年夏にトルコのブジャスポルに移籍するも同年12月30日に放出され、冬の移籍市場でSCオリャネンセと契約しポルトガルの舞台へ復帰。移籍後初フルシーズンとなった2011-12シーズンは23試合7得点を挙げ、残留に貢献した。
2012年7月17日、キプロスのアポロン・リマソールと契約。
2013年2月28日、中国の上海申花足球倶楽部に移籍。
2014年3月1日、新疆天山雪豹足球倶楽部に移籍

### 代表
2005年からカーボベルデ代表でプレーし、2010 FIFAワールドカップ・アフリカ予選のモーリシャス戦で初得点を記録した。